# Lučany nad Nisou
Lučany nad Nisou är en stad i Tjeckien.   Den ligger i distriktet Okres Jablonec nad Nisou och regionen Liberec, i den norra delen av landet, 90 km nordost om huvudstaden Prag. Lučany nad Nisou ligger 593 meter över havet och antalet invånare är 1 636.
Terrängen runt Lučany nad Nisou är kuperad. Runt Lučany nad Nisou är det tätbefolkat, med 257 invånare per kvadratkilometer. Närmaste större samhälle är Jablonec nad Nisou, 4,0 km sydväst om Lučany nad Nisou. Omgivningarna runt Lučany nad Nisou är en mosaik av jordbruksmark och naturlig växtlighet.